# تشمخون (بابويي)
تشمخون (بالفارسية: چمخون) هي قرية تقع في إيران في قسم بابويي الريفي. يقدر عدد سكانها بـ 71 نسمة بحسب إحصاء 2016.